# Rhino Entertainment
Rhino Entertainment Company (Ри́но Энтертэ́йнмент Ка́мпани) — американский специализированный лейбл звукозаписи и продакшен-компания, основанный в 1978 году. Является собственностью Warner Music Group.
В начале своей деятельности, в 1970-е и 1980-е годы, Rhino была компанией, выпускавшей записи юмористических песен и переиздания; выпускала сборники музыки в жанрах поп-музыка, рок-н-ролл и ритм-н-блюз, пользовавшейся успехом в период с 1950-х по 1980-е годы. Также была известна выпуском ретроспектив известных комических актёров и музыкантов.
В конце 1980-х годов Rhino постепенно изменила профиль своей деятельности, начав в основном специализироваться на переиздании для домашнего видео (на видеокассетах, а затем на DVD) записей телевизионных программ и сериалов, а также выпуск на CD-дисках альбомов некоторых исполнителей и саундтреков к фильмам.

## История компании

### 1970-е и 1980-е
Rhino создал в 1973 году Ричард Фоос как магазин, торговавший звукозаписями, располагавшийся на Westwood Boulevard в Лос-Анджелесе.
Пять лет спустя, в 1978, Rhino стала дистрибьютором записей, благодаря усилиям, которые предпринял тогда менеджер магазина Гарольд Бронсон.
Первыми релизами компании были в основном юмористические (англ. novelty, англ. en:novelty song) записи (например, их первым синглом стала песня Wild Man Fischer's «Go To Rhino Records»)
В начале своей деятельности Rhino выпускала сборники поп-музыки, рок-н-ролла и ритм-н-блюза, пользовавшейся успехом в период с 1950-х по 1980-е годы. Была известна выпуском ретроспектив известных комических актёров и музыкантов, таких как Ричард Прайор, Stan Freberg, Том Лерер и Spike Jones. Также выпускала некоторые синглы исполнителей в стиле панк-рок. Трудности с выпуском и продажей такой продукции вынудили Фооса и Бронсона искать другие направления для деятельности лейбла, они решили заняться выпуском переизданий записей (англ. reissue company).
Одной из самых первых сделок Rhino в этой области деятельности было приобретение прав на продукцию лейбла White Whale (в частности, выпустившего все записи весьма известной в 1960-е американской группы The Turtles). К середине 1980-х большинство продукции лейбла было переизданиями записей, на что приобретались лицензии у других компаний.
Великолепное качество звучания (ремастеринг с исходных магнитных лент проводился под управлением звукоинженера и продюсера Билла Айнглота, большого специалиста в этой деятельности, в частности, «возродившего к жизни» многие записи таких музыкантов, как Рэй Чарльз, The Bee Gees, Арета Франклин и др.) и качественное оформление упаковки дисков сделали Rhino одним из наиболее уважаемых лейблов из занимающихся выпуском перезаписей; компания получала восторженные отзывы от коллекционеров, поклонников различных исполнителей, а также от историков, занимающихся историей популярной музыки.
Rhino быстро вошла на рынок продаж записей на компакт-дисках, выпуская большое количество переизданий записей, вышедших до начала «эры CD-дисков» в середине 80-х. Выпускаемые лейблом записи часто (благодаря тщательному ремастерингу) заметно превосходили качеством исходные релизы, выпускавшиеся на магнитных лентах или виниловых дисках.
Компания также продолжала выпускать записи новой музыки, издавая релизы как под маркой основного лейбла Rhino, так и дочерними лейблами, такими как RNA (Rhino New Artists) и Forward. Однако эти записи вызывали больше нареканий, чем интереса у покупателей и критиков. Одним из первых исполнителей, новые записи которого выпускала Rhino, была группа The Twisters, чья популярность в Лос-Анджелесе далеко опережала количество продаж их дисков. По этим причинам основным направлением Rhino оставался выпуск переизданий, как менее затратный и менее рискованный. Единственным исключением для новых записей стал успех в конце 1986 года песни Billy Vera & the Beaters «At This Moment», песни 1981 года, неожиданно попавшей на первые места в чартах журнала Billboard после того как она прозвучала в 1986 в сериале телекомпании NBC «Семейные узы».
В 1986 Rhino подписала с Capitol Records дистрибьюторское соглашение сроком на шесть лет. В 1989 Rhino и владелец Capitol, EMI, заключили сделку о совместном приобретении одного из заметных лейблов на рынке Северной Америки, Roulette Records; в результате Rhino получила права на выпуск для американского рынка всего каталога записей Roulette, кроме записей джазовой музыки. Когда контракт на дистрибуцию с Capitol в 1992 году закончился, Rhino подписала новое дистрибьюторское соглашение с лейблом Atlantic Records.
В конце 1980-х годов Rhino постепенно изменила профиль своей деятельности, начав в основном специализироваться на переиздании для домашнего видео (на видеокассетах, а затем на DVD) записей телевизионных программ и сериалов, таких как мультсериалы Трансформеры, G.I. Joe, Jem, Южный Парк, сериалы Одинокий рейнджер, Мой любимый марсианин, коллекций телепрограмм The World of Sid & Marty Krofft и Mystery Science Theater 3000,

### 1990-е
В 1990 году выпущен альбом The Best of the Girl Groups, занимающий 421-е место в списке 500 величайших альбомов всех времён по версии журнала Rolling Stone.
В 1992 г. корпорация Time Warner купила 50 % акций Rhino; в 1998 г. она докупила оставшуюся половину компании, после чего Rhino стала полностью принадлежать Time Warner. Магазин Rhino Records, не бывший частью сделки по продаже, был закрыт в 2005.
В 1999 г. в структуре Rhino появилось подразделение Rhino Handmade, занимающееся распространением ограниченных тиражей записей, первоначально через веб-сайт; все переиздания, выпускаемые Rhino Handmade, изготовляются тиражом не более 3000 экземпляров, дополнительные допечатывания тиража никогда не делаются, даже если тираж полностью распродан.
Именно благодаря этому слиянию с Time Warner лейбл впустил ремастированные издания коллекций таких исполнителей, как Эрик Бёрдон, Fanny, Dannii Minogue, The Ramones, The Grateful Dead, Emerson, Lake & Palmer, The Beach Boys, Yes, The Doobie Brothers, The Cars, Chicago, Том Пакстон, Third Eye Blind, The Doors, War, Spirit of the West и совсем недавно The Bee Gees.
Также, в распоряжение Rhino попали саундтреки, правами на которые владел Time Warner, от кинокомпаний MGM (за период до 1986 года) и Warner Bros. (за период до 1950, в дополнение к принадлежащим WB за период после 1949). В числе выпущенных Rhino были саундтреки к таким фильмам, как Унесённые ветром, Волшебник страны Оз, Пасхальный парад, К северу через северо-запад, Касабланка, Кинг-Конг, Доктор Живаго, Супермен и Радуга Финиана.
Rhino также владеет правами на студийные мастер-ленты группы The Monkees и видеосъёмки группы (приобретено у Raybert Productions в 1994), поэтому лейбл выпускал и выпускает видео-записи для домашнего видео и компакт-диски с записями The Monkees.

### 2000-е
В 2003 году сооснователи и долгое время руководители компании Ричард Фоос и Гарольд Бронсон ушли из Rhino — как сообщалось, из-за разочарования от того, что уже почти невозможно выпускать сборники на всё более конкурентном рынке. На самом же деле причинами их ухода было окончательное оттеснение менеджментом Time Warner их от управления лейблом, и «реорганизации» работы персонала компании, которые они не могли остановить. Вскоре после этого Фоос основал новый лейбл, Shout! Factory, который начал выпускать десятки компакт-дисков и видео, в соответствии с философией деятельности Rhino в начале 1990-х.
В 2004 Time Warner отделил свои музыкальные подразделения, и сегодня Rhino является частью организованной из них Warner Music Group.
В дополнение к работе с архивными записями, лейбл также управляет дистрибуцией (в США) и производством (по всему миру) сборников исполнителей, имеющих или имевших контракты с Warner, включая таких всё ещё активно работающих музыкантов, как Эния, New Order и Chicago.
В июне 2006 было закрыто британское подразделение Warner Strategic Marketing и была создана компания Rhino Records UK. Это подразделение занимается двумя основными задачами — производством сборников музыки из телевизионных рекламных роликов (например, Pure Garage Rewind Back to the Old School) и выпуском материалов из каталога записей в хранилищах Warner. Как пример недавних удачных изданий можно привести выпуск альбома Led Zeppelin «Mothership» (2007) и саундтрека к фильму Джуно.
Похожими на Rhino по роду деятельности можно назвать такие лейблы, как Collectables Records, Hip-O Records, One Way Records, Beat Goes On Records, Varèse Sarabande, Legacy Recordings (входящий в Sony Music), а также Ace Records в Великобритании и Bear Family в Германии.